# Xerocrassa penchinati
Xerocrassa penchinati is een slakkensoort uit de familie van de Hygromiidae. De wetenschappelijke naam van de soort is voor het eerst geldig gepubliceerd in 1868 door Bourguignat.